# Ukhia
Ukhia (en bengali : উখিয়া) est une upazila du Bangladesh dans le district de Cox's Bazar. En 1991, on y dénombrait 121 514 habitants.